# Meervoudig nulpunt van een polynoom
Als het getal a een nulpunt is van de polynoom f in x, dan is f deelbaar door de factor x - a. Is f deelbaar door meerdere factoren x - a, dan heet a een meervoudig nulpunt van de polynoom. Het aantal keren k dat f deelbaar is door x - a heet de multipliciteit van het nulpunt a en a wordt een k-voudig nulpunt van f genoemd. Voor zo'n nulpunt a is er een polynoom g waarvoor geldt:
{\displaystyle g(a)\neq 0}
en
{\displaystyle f(x)=(x-a)^{k}g(x)}.
Een nulpunt met multipliciteit 1 wordt ook een gewoon of een enkelvoudig nulpunt genoemd. Om het aantal nulpunten van een polynoom aan te geven, kan een k-voudig nulpunt als k nulpunten worden meegeteld, nulpunten worden in dat geval naar hun multipliciteit gerekend.

## Voorbeeld

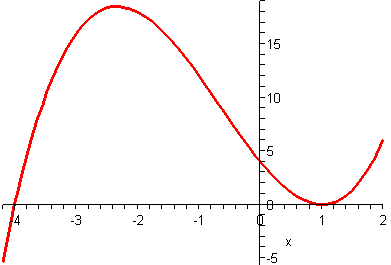
Een polynoom, met een enkelvoudig nulpunt voor x = −4 en een tweevoudig nulpunt voor x = 1

Zij gegeven het polynoom met domein {\displaystyle \mathbb {R} } (zie de figuur rechts):
{\displaystyle f(x)=x^{3}+2x^{2}-7x+4}.
De som van de coëfficiënten {\displaystyle =1+2-7+4=0}, dus er geldt:
{\displaystyle f(1)=0},
We kunnen nu f herschrijven als
{\displaystyle f(x)=(x-1)r(x)}.
Met behulp van staartdelen kan r worden bepaald:
{\displaystyle f(x)=(x-1)(x^{2}+3x-4)}.
Het polynoom {\displaystyle r=x^{2}+3x-4} kan vervolgens worden ontbonden met de som-product-methode in {\displaystyle (x-1)(x+4)\,}, zodat:
{\displaystyle f(x)=(x-1)^{2}(x+4)}.
Daaruit zien we dat 1 een tweevoudig nulpunt is van het polynoom f en −4 een enkelvoudig nulpunt. Het polynoom f heeft drie nulpunten.

## Hoofdstelling van de algebra
Uit de hoofdstelling van de algebra volgt, dat ieder polynoom met een graad n van ten minste 1, precies n nulpunten in het complexe vlak {\displaystyle \mathbb {C} } heeft, wanneer ieder nulpunt met k als multipliciteit k keer wordt geteld.